# Морабито, Стив
Стив Морабито (нем. Steve Morabito; род. 30 января 1983 в Монте, кантон Вале,  Швейцария) —  швейцарский профессиональный  шоссейный велогонщик, выступающий за команду мирового тура «Groupama-FDJ».

## Достижения
2006
1-й - Этап 5 Тур Швейцарии
2-й - Гран-при Триберг-им-Шварцвальда
2007
2-й - Хералд Сан Тур — Генеральная классификация
1-й - Этапы 4 и 6 (ИГ)
4-й - Гран-при Мигеля Индурайна
2008
8-й - Круг Сарты  — Генеральная классификация
2010
4-й - Тур Швейцарии — Генеральная классификация
7-й - Круг Сарты — Генеральная классификация
2011
2-й - Чемпионат Швейцарии — Групповая гонка
5-й - Джиро дель Трентино — Генеральная классификация
9-й - Тур Калифорнии — Генеральная классификация
2012
2-й - Тур Австрии — Генеральная классификация
2014
1-й - Этап 1 (ИГ) Джиро дель Трентино
3-й - Чемпионат Швейцарии — Групповая гонка
6-й - Тур Швейцарии — Генеральная классификация
2015
3-й - Чемпионат Швейцарии — Индивидуальная гонка
8-й - Тур Швейцарии — Генеральная классификация
2016
3-й - Чемпионат Швейцарии — Групповая гонка
9-й - Тур Даун Андер — Генеральная классификация

## Статистика выступлений

### Гранд-туры
| Гонка           | 2006 | 2007 | 2008 | 2009 | 2010 | 2011 | 2012 | 2013 | 2014 | 2015 | 2016 | 2017 |
| --------------- | ---- | ---- | ---- | ---- | ---- | ---- | ---- | ---- | ---- | ---- | ---- | ---- |
| Джиро д'Италия  | —    | 83   | НФ   | 88   | —    | —    | —    | 34   | 25   | —    | —    | 53   |
| Тур де Франс    | —    | —    | —    | —    | 51   | 49   | —    | 35   | —    | НФ   | 36   | —    |
| Вуэльта Испании | 84   | —    | —    | —    | —    | —    | 35   | —    | НФ   | —    | —    | —    |

| —  | Не участвовал  |
| НФ | Не финишировал |